# Ricardo José Rodríguez
Ricardo José Rodríguez (Buenos Aires, Argentina, 4 de marzo de 1954) más conocido como "El Negro" Rodríguez o RR es un exfutbolista que jugaba en la posición de defensor y actual entrenador de El Porvenir. Se encuentra en la segunda posición de entrenadores del Albo que más dirigieron a los planteles profesionales.

## Trayectoria

### Como jugador
Comenzó su carrera como futbolista en San Lorenzo y estuvo preseleccionado para el Campeonato Sudamericano Sub-20 de 1974, luego pasó por Atlético de Madrid de España para jugar la temporada 1975/76, después pasó a All Boys donde jugó en Primera División desde el año 1976 hasta 1978, en el año 1979 pasó al Bucaramanga de Colombia, en 1980 integró el plantel de Almagro, en 1981 jugó en Banfield, en 1982 defendió la camiseta de Arsenal de Sarandí y en la temporada 1983/84 integró el plantel de Estudiantes de Buenos Aires. En su carrera disputó 234 partidos donde convirtió 14 goles.

### Como entrenador
Como entrenador dirigió El Porvenir, Deportivo Laferrere, Talleres de Remedios de Escalada entre otros clubes. En 1997 "El Negro" Rodríguez dirigió a un gran equipo de All Boys. En aquel equipo "Albo" estaban Sergio Batista, Walter Paz, Carlos Mayor y Gustavo Bartelt. La crisis institucional del club de Floresta le jugó en contra. Cuatro años más tarde Racing de Córdoba contrató a "El Negro" Rodríguez. Todo marchaba bien hasta que tuvo un infarto. Esto le obligó a dejarle el equipo por un tiempo al hermano de Ricardo Enrique Bochini. Regresó al final del campeonato pero luego retornó a Buenos Aires por sus problemas de salud.
En la temporada 2009/10 dirigió a Talleres de Remedios de Escalada en la cuarta división, donde terminó en el quinto puesto de la tabla general, ganó el reducido y perdió la promoción con Almagro. En el Atlante de México ganó un punto de doce posibles.
En el 2012 dirigió a Defensa y Justicia. En el "Halcón" tuvo un plantel limitado, pero Ricardo Rodríguez supo fortalecerlo, sumó 54 puntos y terminó décimo en la temporada 2009/10 de la Primera B Nacional. El 10 de marzo de 2012, Defensa y Justicia enfrentó a River Plate por segunda vez en su historia, fue la primera vez que se enfrentaron con público en el estadio. Debido a su limitado plantel, las críticas de los periodistas y las opiniones de los hinchas auguraban una derrota del club varelense. Pese a esto, Defensa y Justicia le jugó de igual a igual al gigante de Nuñez e igualarían a 3. De esta forma, "RR" (otro seudónimo de Ricardo Rodríguez) se ganó el cariño de los hinchas del Halcón.  Desde 2012 hasta 2014 dirigió a Atlético Tucumán que lo dejó en zona de ascenso.

## Clubes

### Como jugador
| Club               | País      | Año         |
| ------------------ | --------- | ----------- |
| Atlético de Madrid | España    | 1975 - 1976 |
| All Boys           | Argentina | 1976 - 1978 |
| Bucaramanga        | Colombia  | 1979        |
| Almagro            | Argentina | 1980        |
| Banfield           | Argentina | 1981        |
| Arsenal de Sarandí | Argentina | 1982        |
| Estudiantes (BA)   | Argentina | 1983-1984   |

### Como entrenador
| Club                     | País      | Año         |
| ------------------------ | --------- | ----------- |
| All Boys                 | Argentina | 1997 - 1999 |
| Platense                 | Argentina | 2000        |
| Racing (Córdoba)         | Argentina | 2001        |
| All Boys                 | Argentina | 2001 - 2003 |
| Estudiantes (BA)         | Argentina | 2003        |
| El Porvenir              | Argentina | 2006        |
| Deportivo Laferrere      | Argentina | 2007        |
| Talleres (RdE)           | Argentina | 2009 - 2010 |
| Atlante                  | México    | 2010        |
| Los Andes                | Argentina | 2010        |
| Defensa y Justicia       | Argentina | 2011 - 2012 |
| Atlético Tucumán         | Argentina | 2012 - 2013 |
| All Boys                 | Argentina | 2013 - 2014 |
| Independiente Rivadavia  | Argentina | 2014        |
| Boca Unidos              | Argentina | 2015 - 2016 |
| Talleres (RdE)           | Argentina | 2016        |
| Central Norte de Tucumán | Argentina | 2020-2021   |
| Talleres de Perico       | Argentina | 2022        |
| El Porvenir              | Argentina | 2025        |